# ولینگارا
ولینگارا (به لاتین: Vélingara Department) یک منطقهٔ مسکونی در سنگال است که در ناحیه کولدا واقع شده‌است. ولینگارا ۵٬۴۳۴ کیلومتر مربع مساحت و ۲۷۸٬۳۸۲ نفر جمعیت دارد.